# Rómulo Díaz de la Vega

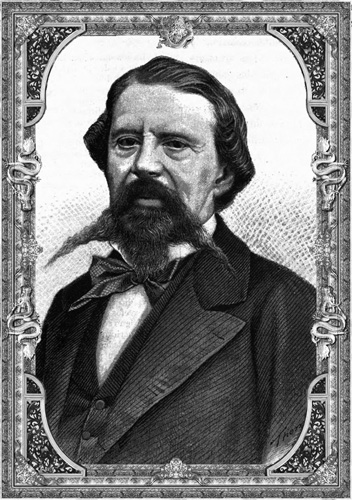
Rómulo Díaz de la Vega

Rómulo Díaz de la Vega (Mexico-Stad, 23 mei 1790 - Puebla, 3 oktober 1867) was een conservatief Mexicaans politicus en militair.
Hij hielp onder andere mee aan het beleg en de inname van de Alamo en in de slag bij Palo Alto. Van 13 tot 15 augustus en van 12 september tot 3 oktober 1855, tijdens de chaos na de val van de Santa Anna, was hij interim-president van Mexico. Later maakte hij deel uit van de groep conservatieve notabelen die Maximiliaan van Habsburg overhaalden keizer van Mexico te worden.